# Georgios Vrakas
Georgios Vrakas (en griego: Γεώργιος Βρακάς; Salónica, 28 de abril de 2001) es un futbolista griego que juega en la demarcación de centrocampista para el Brisbane Roar F. C. de la A-League.

## Biografía
Tras empezar a formarse como futbolista con el PAOK de Salónica F. C., finalmente hizo su debut con el primer equipo el 29 de noviembre de 2017 en un partido de la Copa de Grecia contra el Aiginiakos FC tras ser sustituido por Omar El Kaddouri en el minuto 64 en un encuentro que finalizó con un resultado de 0-5 a favor del PAOK. En 2018 se marchó traspasado al SSC Nápoles, aunque nunca llegó a ascender al primer equipo italiano. En 2020, sin embargo, volvió al PAOK de Salónica F. C.

## Clubes
| Club                            | País      | Año       | Partidos | Goles |
| ------------------------------- | --------- | --------- | -------- | ----- |
| PAOK de Salónica F. C.          | Grecia    | 2017-2018 | 1        | 0     |
| S. S. C. Nápoles                | Italia    | 2018-2020 | 0        | 0     |
| PAOK de Salónica F. C.          | Grecia    | 2020-2021 | 3        | 0     |
| Levadiakos F. C. (cedido)       | Grecia    | 2021-2023 | 62       | 5     |
| PAOK de Salónica F. C.          | Grecia    | 2023      | 1        | 0     |
| PAOK B                          | Grecia    | 2023      | 4        | 1     |
| Atromitos de Atenas             | Grecia    | 2024      | 22       | 0     |
| Athens Kallithea F. C. (cedido) | Grecia    | 2025      | 11       | 0     |
| Brisbane Roar F. C.             | Australia | 2025-     |          |       |

## Palmarés

### Campeonatos nacionales
| Título         | Club                   | País   | Año  |
| -------------- | ---------------------- | ------ | ---- |
| Copa de Grecia | PAOK de Salónica F. C. | Grecia | 2018 |
| Copa de Grecia | PAOK de Salónica F. C. | Grecia | 2021 |